# Lugaid Mac Con Roí
Pour les articles homonymes, voir Lugaid.
Lugaid Mac Con Roí, dans la mythologie celtique irlandaise, est un guerrier du Cycle d'Ulster, il est l’un de ceux qui ont provoqué la mort du champion du royaume d’Ulster, Cúchulainn. Il est parfois appelé Lugaid Mac Trí Con, c’est-à-dire le « fils des trois chiens de chasse ». Il est le fils de Cú Roí Mac Dáire, roi du Munster, tué par Cúchulainn pour l’amour de Blathnat.
Manipulé par Medb, la reine du Connaught, Lugaid Mac Con Roí est résolu à venger la mort de son père. Après une visite à sa mère Deichtire, Cúchulainn, mené par son cocher Lóeg, arrive à un gué dont la gardienne lave le linge ensanglanté du héros, ce qui présage sa mort prochaine. Passant le gué, il arrive dans la plaine de Muirthemné, où l’attendent ses ennemis. La bataille s’engage et Cúchulainn fait un véritable massacre, tuant de nombreux guerriers. Après sept heures de combat, Lugaid Mac Con Roí projette une lance magique qui manque son but, mais tue Lóeg. Une seconde lance atteint le héros d’Ulster et une troisième le transperce. Retenant ses entrailles dans son ventre ouvert, il va se laver au ruisseau puis va s’adosser contre un menhir, afin de mourir debout. Morrigan, sous l’apparence d’un corbeau, vient se poser sur son épaule au moment où il meurt. Lugaid Mac Con Roí, vient alors pour lui couper la tête, selon le rituel guerrier, mais l’épée du mort s’abat et lui coupe la main.
Conall Cernach le poursuit et engage le combat pour venger la mort de Cúchulainn. Comme son ennemi avait une main en moins, il se bat avec un bras rentré dans sa ceinture, il parvient à le tuer et le décapite. Conall pose la tête sur une pierre, mais le sang la fait fondre et la tête s’enfonce dans la roche.

## Sources et bibliographie
Récit :
- Georges Roth, Cúchulainn, héros légendaire de l’Irlande, Coop Breizh, Spézet, 1995,  (ISBN 2-909924-54-8).

## Note
1. ↑  Selon Christian-J. Guyonvarc'h, le nom « Lugaid » désigne une quinzaine de personnages différents de la mythologie de l’Irlande (Les Druides, voir bibliographie).